# رود اویا
رود اویا (انگلیسی: Uya) یک رودخانه در سرزمین پرم کشور روسیه است.